# Hartmut Berghoff
Hartmut Berghoff, né le 22 mars 1960 à Herford, est un historien allemand, spécialiste en histoire économique et sociale.

## Carrière de chercheur
Hartmut Berghoff a étudié de 1980 à 1986 à l'université de Bielefeld, à l'université de Cambridge, à la London School of Economics and Political Science et à l'université technique de Berlin. Après l'obtention de ses diplômes, Berghoff devint chercheur à l'université de Bielefeld (1986-1990) ainsi qu'à l'université Eberhard Karl de Tübingen (1991 à 2000), maître de conférences à l'université Humboldt de Berlin et à la WHU-Otto Beisheim School of Management (université créatrice de Metro AG) près de Coblence. Depuis 2001 Berghoff est professeur d'histoire sociale et économique et directeur de l'Institut d'histoire économique et sociale à l'université de Göttingen. En 2006, Hartmut Berghoff a été invité à la Harvard Business School en qualité de chercheur international. En 2007 , il est invité à la Fondation Maison des sciences de l'homme, à Paris. Depuis avril 2008, Hartmut Berghoff exerce son activité au German Historical Institute (en) de Washington, D.C.
Pour le compte de Siemens, il a travaillé avec Cornelia Rauh (de) sur l'histoire de la société de 1981 à 2011.
Berghoff a effectué des recherches dans des domaines liés à l'Histoire de la consommation. Ses travaux ont une perspective culturelle et économique. Il a réalisé aussi un travail sur une thèse qui concerne l'histoire de la consommation dans la période du national-socialisme.

## Travaux sur les crimes nazis
Hartmut Berghoff, en tant que directeur de l'Institut Allemand de l'United States Holocaust Memorial Museum (USHMM), contribue en avril 2008 à une importante étude réalisée sous la direction du docteur Geoffrey P. Megargee et du docteur Martin Dean.
Berghoff participe aux travaux des scientifiques de l'USHMM qui avaient commencé cette étude en 2000, sur un catalogue de tous les ghettos, camps de travail et camps de concentration créés en Europe, entre 1933 et 1945, par le régime nazi. Les travaux ont pour objectif de constituer une encyclopédie en sept volumes, publiée par l'Holocaust Memorial Museum, l'intégralité des volumes devant être disponible en 2025. Les résultats de l'étude ont été présentés en janvier 2013 .
Les scientifiques revoient à la hausse l'importance du nombre de camps et de ghettos nazis, dans lesquels auraient 15 millions, voire 20 millions de personnes, auraient été emprisonnées ou tuées.
Les nazis auraient construit au cours cette période 42 500 camps de travail forcé durant la Seconde Guerre mondiale en Europe (les précédents chiffres étaient de 7 000). Jusqu'à présent, leur existence n'était connue qu'au niveau régional.
Les données proviennent de l'analyse d'environ 400 sources. Selon l'étude, le premier camp est apparu peu de temps après la prise du pouvoir des nazis en 1933. Jusqu'à présent, les historiens avaient comptabilisé environ 7000 lieux de ces crimes nazis sur le continent au cours de cette période. La nouvelle étude montre comment les nazis ont élargi leur réseau de la France à la Russie, mais pas seulement. À Berlin, il y aurait eu un total de 3000 bâtiments désignés par les nazis comme "Judenhäuser" (maisons juives) et à Hambourg, il y en aurait eu 1300, parmi lesquels des sites nommés par euphémisme "centres de soins", où les femmes enceintes étaient contraintes à avorter.
La plupart des camps ont été construits en Pologne et en Allemagne. En tant que directeur de l'Institut allemand, Hartmut Berghoff a déclaré au New York Times : « Les chiffres sont beaucoup plus élevés que ce que nous le pensions au départ alors que nous savions déjà comment la vie pouvait être cruelle dans les camps et des ghettos , mais en fait, ces chiffres sont incroyables... » Chiffres dont une autre conséquence est qu'ils peuvent encore augmenter le nombre de poursuites de la part des victimes , d'après Sam Dubbin, un avocat des victimes survivantes .